# Natalija Konrad
Natalija Konrad (in ucraino Hаталія Конрад?; 4 agosto 1976) è un'ex schermitrice ucraina, vincitrice di una medaglia d'oro ai campionati mondiali di scherma.

## Palmarès
In carriera ha conseguito i seguenti risultati:
- Mondiali di scherma

L'Avana 2003: oro nella spada individuale.
- Europei di scherma

Coblenza 2001: bronzo nella spada a squadre.
Mosca 2002: bronzo nella spada a squadre.
Copenaghen 2004: oro nella spada individuale.